# Равиоли
Равиоли (италијански изговор: [раˈвјɔːли]; једнина: равиоло) су врста тестенине која се састоји од пуњења обавијеног танким слојем тестенине. Обично се послужују у чорби или са сосом, настали су као традиционална храна у италијанској кухињи. Равиоли су обично квадратни, мада се користе и други облици, укључујући кружне и полукружне (mezzelune).

## Историја
Најранији познати спомен равиола појављује се у личним писмима Francesco di Marco Datini-а, трговца из Прата у 14. веку. У Венецији, рукопис Libro per cuoco средином 14. века нуди равиоле од зеленог биља бланшираног и млевеног, помешаног са умућеним јајетом и свежим сиром, динстаним у чорби и зачињеним „слатким и јаким зачинима“. У Риму су равиоли били већ добро познати када их је Bartolomeo Scappi служио са куваном пилетином у папској конклави 1549. године .
Равиоли су већ познате у 14. веку Енглеској, који се појављују у Англо-Норман Велум рукопису "Forme of Cury" под именом рауиолес.  Сицилијански равиоли и малтешки "равјул" могу бити стога старији од северноиталијанских. Малтешки "равјул" су пуњени са рикотом, локално произведеног од овчијег млака, или гбејном, традиционалним свежим сиром од овчијег млека

## Припрема
Традиционално, равиоли се праве код куће. Пуњење се разликује у зависности од подручја на коме се припрема. У Риму и Латиуму пуњење се прави сиром рикота , спанаћем, мушкатним орашчићем и црним бибером. На Сардинији су равиоли пуњени рикотом и нарибаном корицом лимуна.
Савремени равиоли се такође масовно производе машински.

## Око света
У Европи и Сједињеним Државама, свеже упаковани равиоли имају рок трајања од неколико недеља. Равиоле у конзерви су били пионири спремани за италијанску војску у Првом светском рату, а популаризирали су их Heinz и Buitoni у Великој Британији и Европи и Chef Boyardee у Сједињеним Државама. Равиоли у конзерви могу се пунити говедином, прерађеним сиром, пилетином или италијанском кобасицом и служити у сосу од парадајза, парадајза-меса или парадајза-сира. Препечени равиоли (равиоли који су поховани и пржени у дубоком уљу) развијени су у Сент Луису у држави Мисури и популарно су предјело и грицкалица.
Равиоли се често срећу у кухињи Нице, шире Азурне обале и околних региона на југу Француске. Садржај ових производа се веома разликује, али најидиосинкратичнији за регион је употреба остатака меса даубе. Минијатуризовани равиоли пуњени сиром, локално названи „равиоли“, специјалитет су департмана Дроме у регији Рона-Алпи, посебне комуне Ромен сир Изер, а често се сервирају гратис.
Равиоли пуњени халоуми сиром традиционално су јело од тестенина кипарске кухиње. Кувају се у пилећем темељцу и сервирају са нарибаним халоуми-ом и сушеном ментом на врху.

## У другим културама
У Турској је популарно јело Манти које је слично равиолима. Пуни се зачињеним месом и служи са сосом од паприке и јогуртом. Слична јела у Кини су јиаози или вонтон .
У Индији је популарно јело звано гуија слично равиолима. Међутим, припрема се слатко, са пуњењем сувог воћа, шећера и мешавином слатких зачина, а затим пржено у биљном уљу. У различитим деловима Индије користе се различити надеви. Јело је популарна храна која се припрема током фестивала широм земље.
Јеврејска кухиња има слично јело звано kreplach, џеп од меса или другог пуњења, са покривачем на бази тестенине од јаја. Крчка се у пилећој супи. У том начину припреме чини се да је директни потомак или инспирација оригиналног јела, које се крчкало у „чорби“. Claudia Roden тврди да су пореклом из венецијанског гета отприлике у исто вријеме када су равиоли развијени и временом постали главни ослонац јеврејске кухиње.
Слично блискоисточно јело звано шишбарак садржи тестенине пуњене млевеним говеђим месом и куване у врућем јогурту.